# (4286) Rubtsov
(4286) Rubtsov es un asteroide perteneciente al cinturón de asteroides, descubierto el 8 de agosto de 1988 por la astrónoma soviética Liudmila Chernyj desde el Observatorio Astrofísico de Crimea (República de Crimea), Rusia).

## Designación y nombre
Designado provisionalmente como  1988 PU4. Fue nombrado Rubtsov en honor al poeta ruso Nikolái Rubtsov.